# Римский додекаэдр

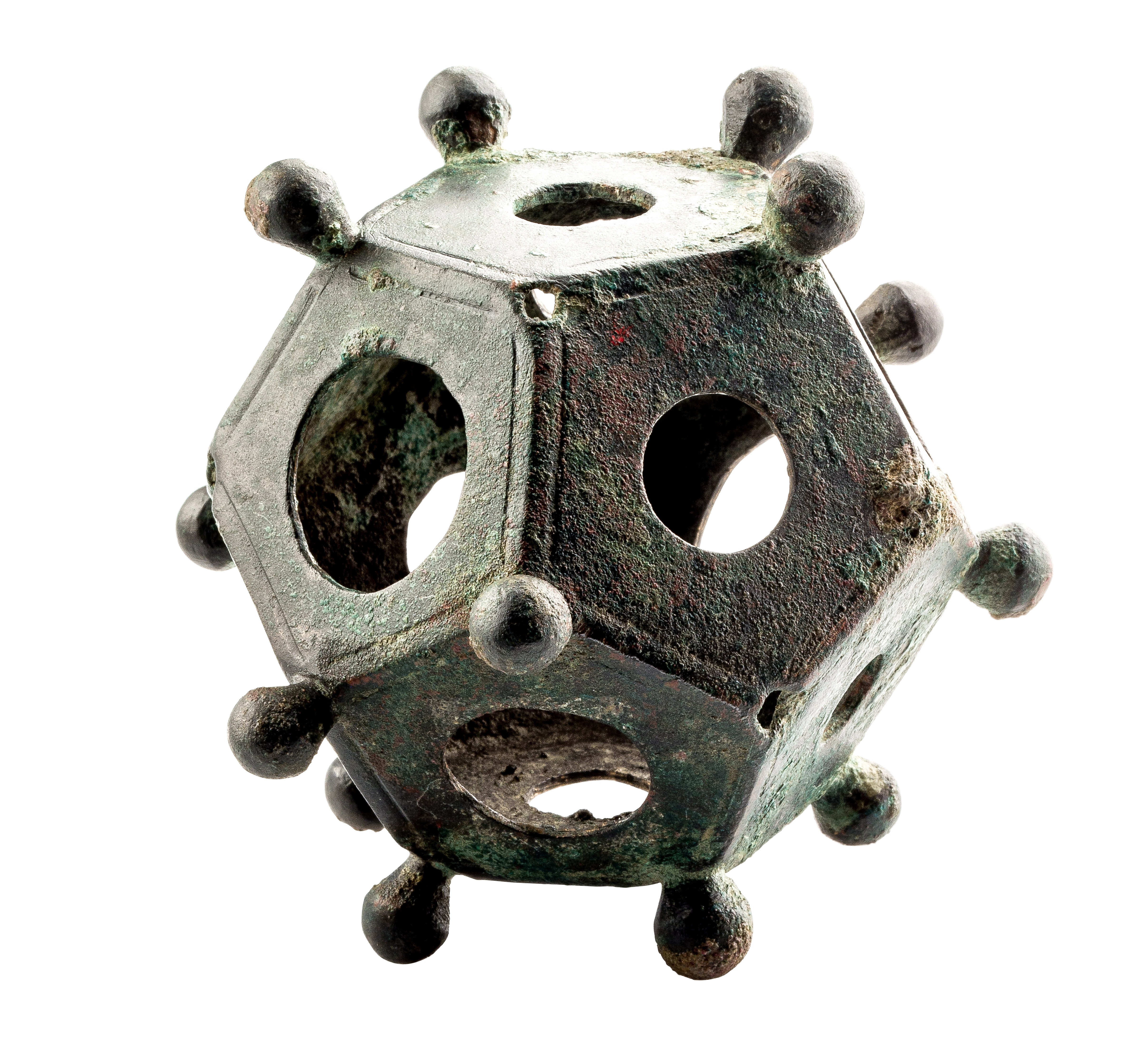
Римский додекаэдр, 375—450 гг. н. э. — Галло-римский музей (Тонгерен, Бельгия)

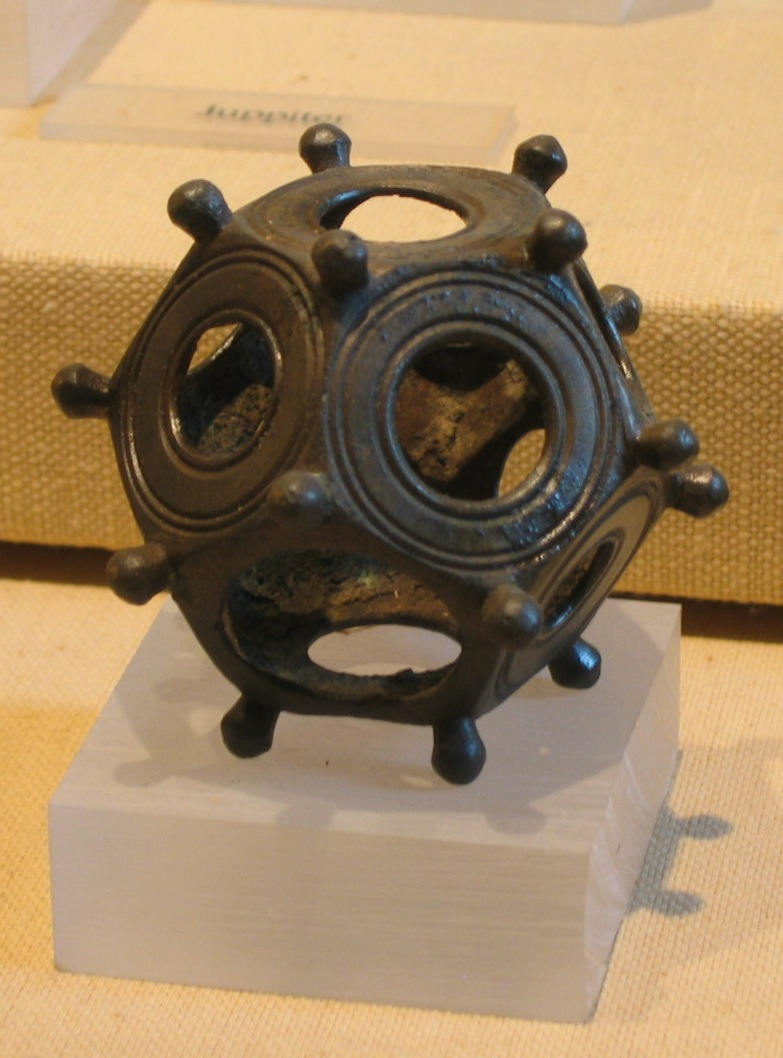
Римский додекаэдр — Музей Заальбург (Бад-Хомбург, Германия)

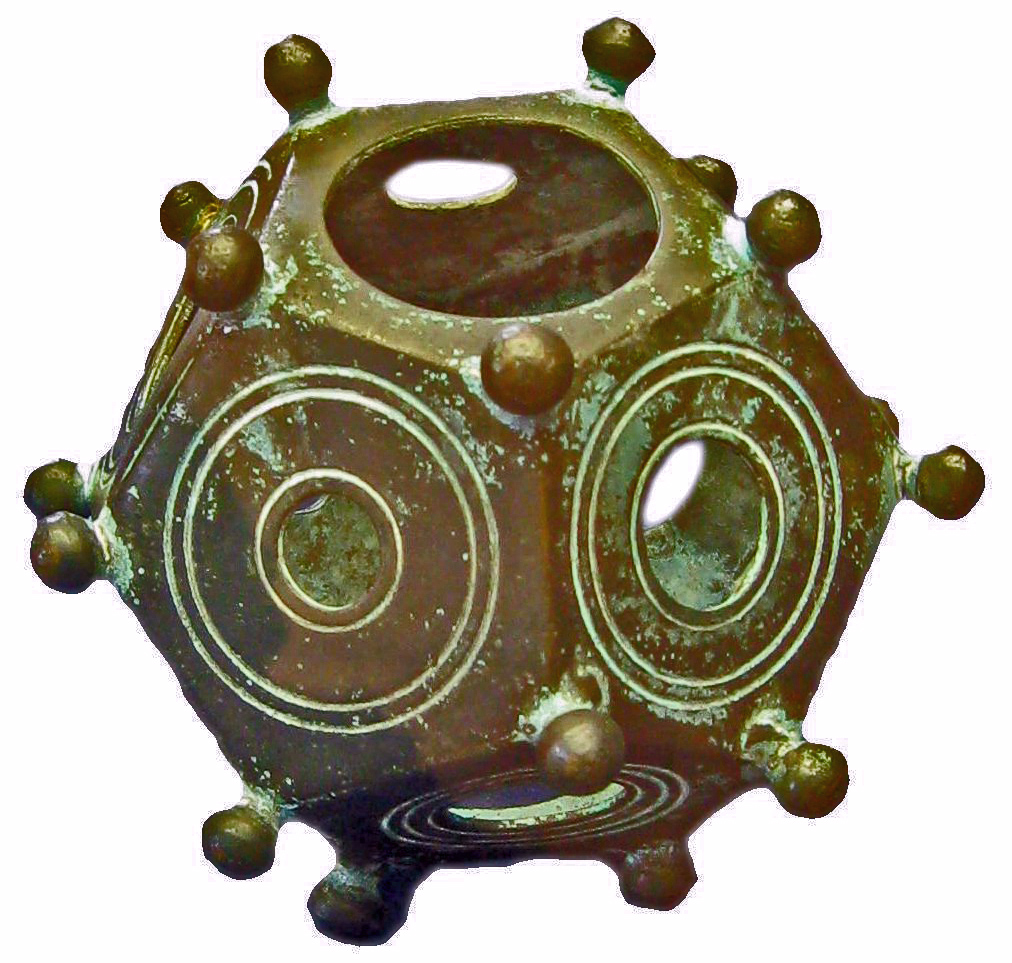
Римский додекаэдр — Римский музей в Шварценаккере (Хомбург, Германия)

Римский додекаэдр — это небольшой объект, сделанный из бронзы или реже из камня или железа, чаще имеющий форму додекаэдра с двенадцатью плоскими пятиугольными гранями. Римский додекаэдр датируется II—III веком н. э. Около сотни додекаэдров было найдено на территории различных стран, от Англии до Венгрии и запада Италии, но большинство найдено в Германии и Франции. Предназначение неизвестно.

## Описание
Размеры изделий варьируются от 4 до 11 см, а узор и наружная отделка абсолютно различны. Бронзовые додекаэдры — полые и имеют круглые отверстия в центре каждой грани. Отверстия могут быть разной величины и обычно обведены концентрическими окружностями. Иногда имеются дополнительные маленькие окружности по углам. Вершины фигур снабжены маленькими шариками. Существуют и другие разновидности этих бронзовых изделий: с округлыми рёбрами или с треугольными гранями (икосаэдры).
Известен как минимум один каменный (или лепной) додекаэдр с отверстиями, но без шариков. Большинство же каменных предметов не имеют полостей. Их грани или не имеют изображений, или снабжены только выгравированными кругами. Количество граней у них различно. Часто они имеют две широкие грани на противоположных сторонах, а между ними оформлено произвольное количество более мелких граней. Каменные икосаэдры оформляли как гадательные или игральные кости.
Внешне близки к додекаэдрам ажурные изделия, собранные из прутков, а также литые шарообразные ажурные изделия. Сюда относятся и маленькие ажурные ювелирные изделия, входящие в наборы средневековых бус. Подобный маленький приплюснутой формы ажурный предмет, снабжённый шишечками, найден в Помпеях, в шкатулке с украшениями или магическими предметами.

## Назначение
По сей день функции этих объектов остаются загадкой. Нет никаких упоминаний о них в исторических текстах или изображениях того времени. Существуют различные версии их использования:
- подсвечники (внутри одного из них был найден воск)
- игральные кости
- инструмент для калибровки водяных труб (для этого круглые отверстия имеют разный диаметр)
- элемент армейского штандарта
- дальномер
- болванка для вязки перчаток под разные размеры пальцев
- спиннер (круглые отверстия для разных размеров пальцев), который можно было вращать как и современный аналог: любые две противоположные стенки использовались пальцами, как осью вращения, а ударяя свободными пальцами по шишечкам, достигалось вращение
- инструмент контроля на производстве — в отверстия разных диаметров вставлялись детали для контроля момента окончания обработки
- калибровка жемчуга.

Найденный в упомянутом выше объекте воск мог быть остатком выплавляемой литейной модели (технология литья по выплавляемым моделям — одна из древнейших технологий точного литья).
Есть мнение, что они могли быть религиозным символом или инструментом для гадания. Предположение основано на том факте, что большая часть образцов была найдена на местах галло-римских поселений.
Этот инструмент встречается на некоторых гравюрах с другими геодезическими инструментами. Например, на титульном листе атласа «Petit atlas moderne» за декабрь 1799 года.